# Méthode d'observation participante
La méthode d'observation participante est une méthode couramment utilisée lors de travaux de recherche ethnographiques effectué dans des disciplines telles que l'anthropologie culturelle, la sociologie, ou encore le journalisme d'investigation. Selon Alain Touraine cette méthode vise à atteindre « la compréhension de l’autre dans le partage d'une condition commune ». L'idée apparaissait déjà en 1800, à l'époque des grands voyages d'exploration scientifique dans l'esprit de Joseph-Marie de Gérando qui écrivait dans un ouvrage publié par la société des observateurs de l'homme : « Le premier moyen pour bien connaître les Sauvages, est de devenir en quelque sorte comme l'un d'entre eux » ; et c'est en apprenant leur langue qu'on deviendra leur concitoyen.
Popularisée par des anthropologues et ethnographes tel que Frank Hamilton Cushing, Bronislaw Malinowski et John Layard au début du XXe siècle, cette méthode consiste donc à étudier une société en partageant son mode de vie, en se faisant accepter par ses membres et en participant aux activités des groupes et à leurs enjeux. Il s'agit donc pour le chercheur, de pratiquer une immersion participante sur leur terrain d'enquête durant idéalement plusieurs années.

## Une technique nouvelle
Avec l'observation participante, l'ethnologue s'immerge pleinement dans la vie sociale où il prend un rôle réel, participe aux rites et aux institutions. Elle induit l'idée de compréhension d'une autre culture et non sa description stéréotypée. L'arrivée de cette technique d'observation pose les prémices du relativisme culturel et va contribuer à réduire l'ethnocentrisme de l'observateur[réf. nécessaire].

## La radicalisation de Malinowski
Dans le contexte d'omniprésence de l'évolutionnisme dans les milieux anthropologiques, Malinowski est amené à radicaliser ses positions :
- l'ethnologue doit lui-même effectuer le travail de terrain sans passer par un intermédiaire ;
- l'apprentissage de la langue des populations étudiées constitue pour lui un minimum ;
- il entend se couper du monde occidental dans ses études de terrain ;
- il veut ainsi « se défaire de sa propre culture » ;
- son objectif est de « pénétrer la mentalité des indigènes ».

## En sociologie, recherches selon cette approche

### Éléments théoriques de l'observation participante
Posant la question du matériau de l'observation, François Simiand donne aux documents la valeur d'indices : « Les phénomènes sociaux peuvent être saisis par la voie d'une véritable observation, faite par l'auteur de la recherche, observation immédiate quelquefois, plus souvent d'observations médiates (c'est-à-dire des effets ou traces du phénomène), mais non plus, en tout cas, par la voie indirecte, c'est-à-dire par l'intermédiaire de l'auteur du document ». C'est la méthode historique qui est plutôt en cause ici. Mais l'auteur pointe du doigt le recueil le plus direct possible des informations sur l'institution. Ce mode d’appréhension du réel, peu prisé par les chercheurs pour diverses raisons, doit se faire avec un minimum de précautions. Plusieurs études peuvent servir de point de départ pour exposer les solutions aux problèmes rencontrés par l'observation participante.

### En usine
Il y a tout d’abord la question de la sociologie d’intervention selon l'expression de Karl Marx : « pour connaître la réalité, il faut la transformer. » La sociologie d'intervention est la sorte de corollaire méthodologique de l'analyse institutionnelle. Rémi Hess distingue quatre statuts pour le sociologue interne :
- il est payé par l'établissement pour conduire l'intervention ;
- le sociologue est l'un des membres de l’institution et il est reconnu pour l'action qu'il met en œuvre ;
- c'est l'institution elle-même qui met en œuvre l’intervention comme « analyste collectif » ;
- l'intervenant est une unité sociale importante (syndicat dans une entreprise par exemple)[5].

Dans ce cas, la composante principale du travail sociologique s'appuie sur une participation forte au point de modifier le milieu. L'observation passe au deuxième plan et n'est plus qu’un outil puisque l'analyse se donne pour objectif le changement. Cette forme de recherche va au-delà de ce qui nous occupe : l'observation participante.
Selon Jean Peneff, « on appelle observation participante en usine le fait, pour un sociologue, de participer, en tant que salarié, à la production dans l'entreprise pour en tirer l'information et la documentation la plus proche des faits et du travail concret. Cette participation se déroule généralement sur une longue période (trois mois à un an […]) de manière à s'intégrer dans le collectif de travail, à se familiariser avec la forme spécifique de l'activité et à contrôler sur un grand nombre de cas les analyses dégagées ». On a là les premiers ingrédients de l'observation participante : l'intégration à un processus de production, une certaine durée et une certaine « familiarisation » avec le milieu pour obtenir des informations « les plus proches des faits ». L'auteur limite son analyse au contexte industriel, cependant on peut facilement transposer ou étendre sa définition à d'autres milieux. Le terme « spécifique » utilisé par Peneff donne finalement (peut-être à son insu) la dimension unique de la rencontre enquêteur/enquêté selon tel ou tel contexte particulier. On peut avancer le terme de recette dans l'appréhension du terrain adaptée pour chaque cas qui se présente. L'observation participante pourtant obéit à un certain nombre de principes qu’on peut qualifier de minimums en vue de ne pas perturber le milieu.
« Roethlisberger, après son expérience à la Western Electric, donne quelques conseils à l'observateur : ne pas laisser supposer qu'il a une autorité, donc s'abstenir de donner ordres ou conseils, ou de s'imposer dans la conversation ; prendre le moins possible parti, tout en n'ayant pas l'air d'un opportuniste, ne pas les forcer, ni paraître trop préoccupé de ce qui se fait ; avoir l'air naturel, respecter les règles du groupe, ne pas se singulariser ». Ne pas faire ceci, ne pas faire cela, telles sont les prescriptions négatives du chercheur dans cet extrait. Ce texte pourtant pose plus nettement l’étendue de la difficulté de l'observation participante : où se situer par rapport à l'enquêté ? Et finalement, que reste-t-il du moment qu’on est trop éloigné de l'acteur ? L'aspect inverse serait une identification trop importante au terrain et générant des effets pervers du type parti pris. La crainte de Roethlisberger réside notamment dans l'effet Hawthorne.
En fait, comme chaque recherche a quelque chose d'unique, la question principale porte sur le juste milieu du rapport à l'objet d'analyse. Le compte rendu de recherche exposera l'attitude spécifique de l'enquêteur pour que la « vérification » ou la critique scientifique puisse éventuellement s'appliquer.

### Dans la rue et les quartiers
Ce qu'on appelle l'« École de Chicago » des décennies 1920-1930 a créé l’idée d’écologie humaine. Il s'agissait de décrire l'Homme dans son environnement. C'est alors que la ville fut considérée comme un laboratoire. Ainsi, le comportement humain est analysé par rapport au milieu industriel, géographique et urbain (Robert Ezra Park). L’expansion de la ville crée des organisations et des désorganisations sociales (Ernest W. Burgess). Les communautés sont étudiées selon des processus identifiés par l’écologie végétale et animale (M. Roderick, D. MacKenzie). Louis Wirth fait de la ville un phénomène social. La méthode de recueil des informations la plus fréquemment utilisée est la biographie. « Analyser la réalité sociale, c'est d'abord, pour Thomas [], saisir la manière dont les individus perçoivent et « définissent » la situation qu’ils vivent à un moment donné. L'explication sociologique doit tenir compte à la fois des valeurs, des règles et des faits sociaux extérieurs aux individus, et d’autre part des attitudes personnelles qui sont la contrepartie subjective de ces valeurs. Valeurs sociales et attitudes individuelles se combinent pour orienter l’action de chaque personne par l’intermédiaire d’un certain nombre de désirs que seul l’environnement social peut satisfaire (désir d’expériences personnelles, de reconnaissance par autrui, de puissance, de sécurité). »
Un auteur est souvent englobé dans ce qui a pris le nom d’École de Chicago : William Foote Whyte. Si sa thèse fut présentée à Chicago, si son objet d’analyse se situe dans les rues de la ville, il se défend d’y appartenir (ce serait plutôt l'École de Columbia et on repère une méthode très personnelle : se couler dans l’objet d’analyse, qui en fait « une sorte de marginal de la tradition de Chicago. ». Dans un quartier d’immigrants italiens de Boston aux États-Unis, tout en restant l’intellectuel, il participe directement aux activités des gangs jusqu’à user de leur langage, ou encore il s’insère dans les œuvres sociales du quartier.
Sur six pages environ, « L’apprentissage de l’observation participante » est décrit par Whyte dans la postface de son ouvrage. Muni d’aucune recette particulière, en 1937, il construit peu à peu sa méthode d’investigation par rapport aux gens des lieux : « Au début, j’avançais une explication plutôt compliquée. J’étudiais l’histoire de Cornerville - mais sous un angle nouveau. Au lieu d’aller du passé au présent, je cherchais à avoir une connaissance approfondie des conditions actuelles pour remonter ensuite au passé. Sur le moment, je fus assez content de cette explication, mais ça n’avait pas l’air de convaincre grand monde. Je m’en suis servi en deux occasions et, chaque fois, mon discours provoquait un silence gêné. Personne ne savait quoi dire, et moi pas plus que les autres ». Par la suite, il écrit avoir trouvé « un véritable collaborateur de ma recherche » : Doc.
C’est ce dernier qui lui explique quelle devait être son attitude après une expérience qui l’avait mis mal à l’aise : « Le lendemain, Doc m’expliqua la leçon du soir précédent. « Vas-y doucement, Bill, avec tous tes « qui », « quoi », « pourquoi », « quand », « où ». Si tu poses des questions de ce genre, il suffit que tu traînes avec eux et tu finiras par avoir les réponses sans même avoir besoin de poser les questions. » J’ai constaté que c’était vrai. Rien qu’en restant assis et en écoutant, j’ai eu les réponses à des questions que je n’aurais même pas imaginé poser si j’avais cherché à m’informer uniquement sur la base d’entretiens ». Son intégration au quartier se faisant à un bon rythme, à un moment donné il s’est posé la question d’une immersion trop prononcée (qui se matérialisait en particulier dans l’usage des injures et de tournures de langages autres que celles du canon universitaire) au cours d’un incident. La question du langage a son importance. Les traducteurs du livre de Whyte ont été confrontés à ce que, le chercheur qui a consulté les matériaux bruts de l’étude, Suzie Guth, a qualifié « d’autocensure de l’auteur, tant de la langue que de certains sujets, comme les filles, le sexe, les aventures féminines » ; en effet, « Paillardises et mots obscènes, jurons et blasphèmes composent le code de la virilité entre les gars de la rue et les gars du racket ». Il semble donc que Whyte ait pris aussi du recul vis-à-vis de la communauté universitaire comme pour proposer sa « traduction » du milieu dans lequel il a vécu.
Un jour, Doc lui a dit : « Tu fais partie du paysage de la rue, comme ce réverbère ». Peu à peu, Whyte se donne quelques façons de se comporter : se rendre agréable et rendre service mais sans influencer le groupe. Lorsqu’on veut lui confier le poste de secrétaire de club de la communauté italienne, son premier réflexe est de refuser mais il se rend compte qu’il peut, sous prétexte de prendre des notes pour le procès-verbal, en profiter pour retirer des informations minutieuses sur le déroulement des réunions. Il constate qu’accorder ses faveurs à un ami plutôt qu’à un autre proche crée une tension dans la relation. La question de prendre parti obligatoirement dans certaines circonstances lui a posé problème. Par ailleurs, il se pose la question du classement des notes. Au chronologique, il préfère le thématique ou bien classe en fonction des groupes observés. Il lui fallut mettre en place un index rudimentaire avec un résumé des « rapports d’intervention ».
Ainsi, Whyte relate « comme si nous y étions » les différentes phases de confrontation avec son terrain. Il y aborde ce que Madeleine Grawitz appelle « l’observation-participation » : le degré de participation et le rapport enquêteur-enquêté, la systématisation de l’observation et le traitement premier du matériau collecté. C’est dans un autre paragraphe (à la rencontre de Cornerville) qu’il traite de la durée : « […] j’ai obtenu une bourse de recherche de la Société des chercheurs de Harvard. […] trois années de ressources pour traiter un sujet entièrement de mon choix ». On a donc là les principaux éléments qui permettent de caractériser l’observation participante. Dans le cas de Whyte, il ne s’agit pas de s’identifier mais de participer aux activités quotidiennes assez longtemps en maintenant une certaine distance avec le milieu. La grande singularité de cette recherche réside dans la création d'une véritable « équipe de recherche » vouée à l'étude de cet environnement et dont les participants directs auront été « recrutés » dans ce même milieu. La logique sous-tendant cette démarche étant en effet que ces chercheurs issus du terrain se trouveront de facto en situation d'observateurs privilégiés, plus à même d'établir des contacts et de maîtriser les « codes » de l'environnement étudié : « Il contribua donc à développer les qualités d’observateur chez ses deux interlocuteurs privilégiés. Il nommera plus tard cette démarche « recherche par action participante ».

### L’observation participante «aventure créatrice»
Dans Observation participante et théorie sociologique, Jacques Coenen-Huther rapporte six études sur des thèmes variés : une usine métallurgique, un kibboutz, un hôpital, la Russie au quotidien, un club d’alpiniste et des observations en milieu urbain. Cet ouvrage retrace des expériences d’observation participante sur environ quinze années sans négliger une analyse critique de cette façon d’aborder les sujets. La volonté théorique explicite donne valeur à ce type de méthode de recherche. De préférence au terme d’énigme sociologique, puisqu’il n’y a pas mystère pour tout le monde (l’acteur parle, lui, d’évidence), Coenen-Huther préfère l ‘expression de « diagnostic sociologique » qui « tient le plus souvent dans la formulation et la reformulation de faits dont les acteurs — certains d’entre eux en tout cas — ont déjà pris conscience ». Dans son ouvrage, il effectue le lien en l’observation participante et la théorie sociologique en faisant part d’une certaine conception de la sociologie : « Celle-ci peut-être très succinctement caractérisée par trois termes : généralisation, cumulativité, pertinence existentielle ». En fait, Coenen-Huther refuse une originalité niant les classiques (cumulativité) et accorde à la monographie une place renforcée. De par la richesse des éléments qu'elle permet de saisir et d'analyser, elle autorise en effet à ses yeux des esquisses de généralisation. Coenen-Huther se propose ainsi d'inscrire les découvertes dans la vie de tous les jours.
Des six études présentées, il retient, redécouvre ou illustre un trait particulier de la théorie sociologique. Il remarque que l’activité sociologique consiste souvent « à formuler des diagnostics ». Il rappelle « l’idée que, dans chaque cas, une impression dominante s’impose à l’observateur et contribue à structurer ses perceptions à la manière du « fait générateur » qui guida Tocqueville », c’est-à-dire qu’il reformule et approfondit la notion d’hypothèse de recherche ou question de départ. Il fait rimer cette « impression dominante » avec le rôle crucial qu’il attribue à « l’altérité et l’aptitude à la décentration » de Piaget. Il définit aussi la « contribution spécifique de la sociologie » : « offrir des catégories d’intelligibilité ». L’arrière plan dont il ne veut pas se départir, c’est la poursuite de l’élaboration d’une théorie générale des relations sociales telle que la préconisait Merton. Il faut un certain degré d’abstraction pour « constituer une grammaire généralisée des relations sociales à partir d’un petit nombre de concepts fondamentaux ». Au chapitre IV, il assigne à la typologie la mise en évidence de « principes organisateurs des relations sociales ».
Pour Coenen-Huther, l’observation participante est un genre mineur parmi les techniques de recherches en sociologie. Hospitalisé, ses observations accidentelles n’en demeurent pas moins pertinentes pour un « diagnostic sociologique ». De même, « l’occasion fortuite », la queue, lui permet le repérage « d’auto-organisation informelle ». Son ouvrage amène à réfléchir sur tous les faits et événements auxquels nous sommes mêlés quotidiennement : l’attente dans un bouchon automobile ou avant la consultation du médecin, comment prend-on le bus, le comportement des étudiants avant, pendant et après un cours, ce qui se passe dans un marché, sur la place piétonnière d’une grande ville ou d’un village… L'auteur se garde toutefois de préconiser une ethnographie purement descriptive, sans visée analytique plus large.

### La connaissance directe du travail industriel

#### Éléments historiques français et difficultés
Dans son article, Jean Peneff propose, en s’inspirant de Jean-Michel Chapoulie, « un bilan des travaux qui, en France, utilisèrent l’observation participante (…) ». Il signale que cette forme de recherche est peu utilisée mais qu’un intérêt se manifeste à nouveau à son propos. Ce mode d’observation serait lié à un contexte socio-politique. Il distingue des sociologues ceux qui recherchent une « approche directe des situations de travail » (prêtres-ouvriers) et les militants maoïstes (les « établis »), le critère de la recherche sociale étant défini par la publication d’ouvrages et d’articles. Finalement, il limite son bilan à une dizaine de sociologues : Simone Weil, Jacqueline Michelle Aumont, Christiane Peyre, Jacqueline Frisch-Gautier, Alain Touraine, Jacques Dofny, Renaud Sainsaulieu, Robert Linhart, Philippe Bernoux, Dominique Motte et Jean Saglio.
« Il s’est agi en effet d’une observation-participante. Trois chercheurs se sont fait embaucher dans deux entreprises : la première de mécanique où étaient deux chercheurs, l’un sur une ligne d’usinage, l’autre sur une chaîne de montage ; l’autre entreprise était un centre de recherche de l’industrie chimique ».
Les femmes en usine ou au travail caractérisent l’observation participante dans l’immédiat après guerre jusqu’aux environs de 1956. Il s’agirait pour ces chercheurs de « curiosité ou la nostalgie d’un univers (…) qu’elles ont connu dans leur enfance ». La mystique catholique de l’épreuve par la monotonie ou la soumission à la machine sert peut-être de référence pour s’en éloigner. L’accession à la sociologie (CNRS) par (après) les observations de terrain consacre aussi l’abandon de ces dernières. Le décalage de « marginales à l’usine » dans l’ouvriérisme masculin ambiant a permis un affinement des observations. Le désir de connaissance est symbolisé par Alain Touraine, normalien, qui s’investit dans « l’expérience du travail manuel ». L’auteur qui ferait la « transition entre les chercheurs de la première génération (où l’observation participante est à la fois une mission et un désir de connaissance) et ceux de la deuxième où elle est un accident biographique » est Jacques Dofny. Sa singularité porte tant sur le nombre d’expériences d’observation participante et de publications que son activité au sein du Centre d’Études Sociologiques et de l’Association américaine de sociologie aux côtés de ses amis Erving Goffman et William Foote Whyte. Dans les années soixante-dix, les publications, du fait du « statut incertain de l’observation dans la sociologie française », n’avaient pas changé les façons de voir en sociologie du travail.
Les difficultés inhérentes à l’observation participante sont abordées au fur et à mesure de la présentation des auteurs. Il s’agit principalement, selon Jean Peneff, de la lenteur de la progression du travail de recherche, du fait d’une clôture impossible dans « l’approfondissement constant des résultats », l’appel ou tentation de l’action syndicale dans les entreprises pour faire évoluer les « conditions d’exploité » que l’observateur partage. L’investissement important de l’individu dans cette forme de recherche consacre « un échec relatif ».
L’observation participante n’est généralement qu’un accident de carrière, une singularité biographique, un penchant pour le travail manuel. Jean Peneff s’étonne, par contre, que les intellectuels communistes, les chercheurs marxistes ne se soient pas emparés de cette méthode. Les sociologues n’ont pas posé, au niveau professionnel, « la question de la connaissance directe du travail industriel » et l’intérêt pédagogique évident n’a pas été exploité pour les étudiants. Jean Peneff note cependant un renouveau limité à d’autres terrains avec des styles allégés (semi participation, durée plus courte, etc.). Il explique cette désaffection par l'institutionnalisation de la sociologie entre 1950 et 1960 et la nécessité de résultats rapides pour des commandes précises. C’est ainsi que la préférence pour des « données de deuxième main déjà constituées ou vers les sources rapidement mobilisables » a supplanté les démarches lentes de type ethnographique.
Au-delà des éléments composants de l’observation participante et des difficultés qui lui sont inhérentes, l’article de Jean Peneff donne la dimension réelle, à la fois riche en elle-même et très limitée du point de vue de la recherche sociologique, de cette méthode dans la discipline. Il assigne à l’observation participante la place qui lui revient dans la connaissance de la connaissance (principalement en France). Enfin, cet article donne un cadre minimum et à la fois fondateur de notre façon d’aborder l’objet de recherche.
Le choix des textes ci-dessus exposés permettent de définir un mode (mineur ou riche selon les auteurs) pour aborder certains objets d’étude. Définition et difficultés, insertion dans la théorie sociologique pouvait être illustrés par d’autres auteurs. Cependant, nous avons ici les principaux éléments qui caractérisent l’observation participante. D’un mot, Alain Touraine la définit, en commentaire de Street corner society : « La compréhension de l’autre dans le partage d’une condition commune ». Il faut rapporter cette définition aux difficultés liées à l’observation participante : la durée, l’implication de l’observateur par rapport à son objet d’étude, l’écriture et l’analyse plus théorique.

## Effets possibles de l'observation participante

### Effets sur le groupe observé
La présence du chercheur sur le terrain peut influencer le comportement du groupe social observé, amenant ses membres à se comporter autrement qu'ils ne le feraient en son absence (voir l'article effet expérimentateur),. Aussi le chercheur doit-il être conscient du fait que les participants peuvent présenter une façade conforme à ses attentes supposées. La rigueur scientifique impose de vérifier et recouper les données.

### Effets sur l'observateur lui-même
Selon Richard Fenno, le chercheur qui pratique l'observation participante risque de «devenir natif», et tellement immergé dans le monde social sur lequel il enquête qu'il perd son objectivité scientifique. R. Fenno avertit également que le chercheur peut perdre le désir de critiquer le groupe observé afin de maintenir des liens avec lui.
Lors de la collecte de données par l'observation des participants, la «triangulation» des enquêteurs serait un moyen de s'assurer qu'un chercheur ne se laisse pas dominer par ses préférences personnelles dans la manière d'observer et d'enregistrer des expériences. Comme son nom l'indique, la triangulation des investigateurs implique que plusieurs membres de l'équipe de recherche recueillent des données sur le même événement ; cette méthode garantit une variété d'observations enregistrées en raison des perspectives variables de chaque membre de l'équipe de recherche. En d'autres termes, la triangulation est une forme de recoupement d'informations,.

## Une variante: la participation observatrice
Une variante de l'observation participante est la participation observante ou observatrice, décrite par Marek Kaminski, qui a analysé la culture carcérale alors qu'il était prisonnier politique dans la Pologne communiste en 1985. La participation « observatrice » est une méthode mise en œuvre par exemple dans le cadre du travail de terrain auprès de minorités sexuelles conduit par des anthropologues et des sociologues qui sont eux-mêmes lesbiennes, gays, bisexuels ou transgenres, ou auprès de militants politiques ou encore lors de manifestations. La formule vise à mettre en évidence la manière dont l'appartenance partielle ou totale des chercheurs à la communauté sur laquelle ils travaillent permet à la fois un type d'accès différent à cette communauté et façonne également leurs perceptions de manière différente de celle d'un étranger à part entière. Ces considérations rejoignent celles d'anthropologues comme Lila Abu-Lughod sur « l'anthropologie métisse » (« halfie anthropology »), ou des travaux de terrain menés par des anthropologues biculturels sur une culture à laquelle ils s'identifient en partie.